# 電子音楽
電子音楽（でんしおんがく）は、現代音楽の一種としてスタートし、その後商業音楽や実験音楽や即興音楽に幅広い影響を与えた音楽の一ジャンルである。21世紀に入ってからも音楽大学やIRCAMなどの研究所をはじめ、正規の教育を授ける機関は多いが、一方でインディペンデント系のアーティストも多い。

## 概要：語義と奏法
語義としては電子楽器を用いた音楽全般であるが、一般には、電子楽器や、録音テープを用い、それらなくしては演奏し得ないような技法によって作り出された、前衛的な現代音楽をいう。コンピュータを使用したものはコンピュータ音楽と呼ばれる。
奏法は次の通りである。
- 楽器音やその他の音を録音したテープを切ってつなげたり、走行速度を変えたり、逆方向に走行させて再生する。
- シンセサイザー[1]を用いて、伝統的な楽器音以外の音を音楽に用いる(シンセサイザーの音を主体とした内容である場合は、特に「シンセサイザー音楽」と呼称される場合がある)。
- サンプラーを用いて、音素材を自由に組み合わせる。
- それらをコンピュータによって制御する。
- コンピュータによる制御を、偶然性に任せたり、そのときどきの演奏によって即興的に変化させたりする。

## 歴史

### 黎明期
19世紀におけるピアノの構造的な発展が、音楽のそれと同調しているように、電子音楽の歴史は、電子工学というテクノロジーと道を同じくしている。従って、電子音楽について説明する時、特にその黎明においては電子・電気楽器の開発と重なる事項が多い。
「電気」という表現が語に付く時代から、「電子」が付くいわゆる「エレクトロニクス」への移行と発展の時代をいつごろとするかは科学技術史家によって細部については議論のある所と思われる。19世紀に既に始まっていた電話などは、広義のエレクトロニクスの範疇には含まれるものの、増幅や発振といった機能は機械的に実現されていた時代であった（レコード等に至っては、当初は電気を使わないものであった）。一般に、20世紀に入った直後の頃に、幾人かの発明家により行われた真空管、特に増幅や発振といった機能を「電子的」に実現した三極管以降の発展に負う面が大きい。
史上初の実用化された本格的な電子楽器は1897年に米国の発明家サディウス・ケイヒルが特許を取得し1906年に一般公開したテルハーモニウム、別名ダイナモフォンとされている。これは145個の改造されたダイナモにより可聴周波数帯域の交流信号を生成することを原理とし、ポリフォニック・ベロシティ・センシティブのキーボード (7オクターブ、40Hz-4kHz間で調律可能な36音/オクターブ)を備えていた。初期モデルはピアノ響板で製造されたラッパ型ホーンから、後のモデルは直結した電話回線を経由、もしくは特製アコースティック・ホーンに接続された電話受話器で音を聴いた。この方法はアンプ（増幅器）が誕生する以前に電子音を聴く唯一の方法であった。重さ200トン、長さ60フィート、総工費20万ドルと、莫大な規模であるこの「電子楽器の始祖」は20年間ニューヨーク39丁目のTelharmonicホール全体の床を占領していた。1911年、3号機にして最後に製造されたテルハーモニウムの設置場所は535 west 56th street New York Cityで1916年まで作動した。しかし、電話回線を経由して、ホテル、レストラン、劇場、一般家庭への有線音楽配信を目論んだケイヒルのビジネスは、電話回線への著しい通話干渉により頓挫した。録音は残っていないとされている (基本的な発音原理はやがてハモンドオルガン＝トーンホイールへと継承された)。

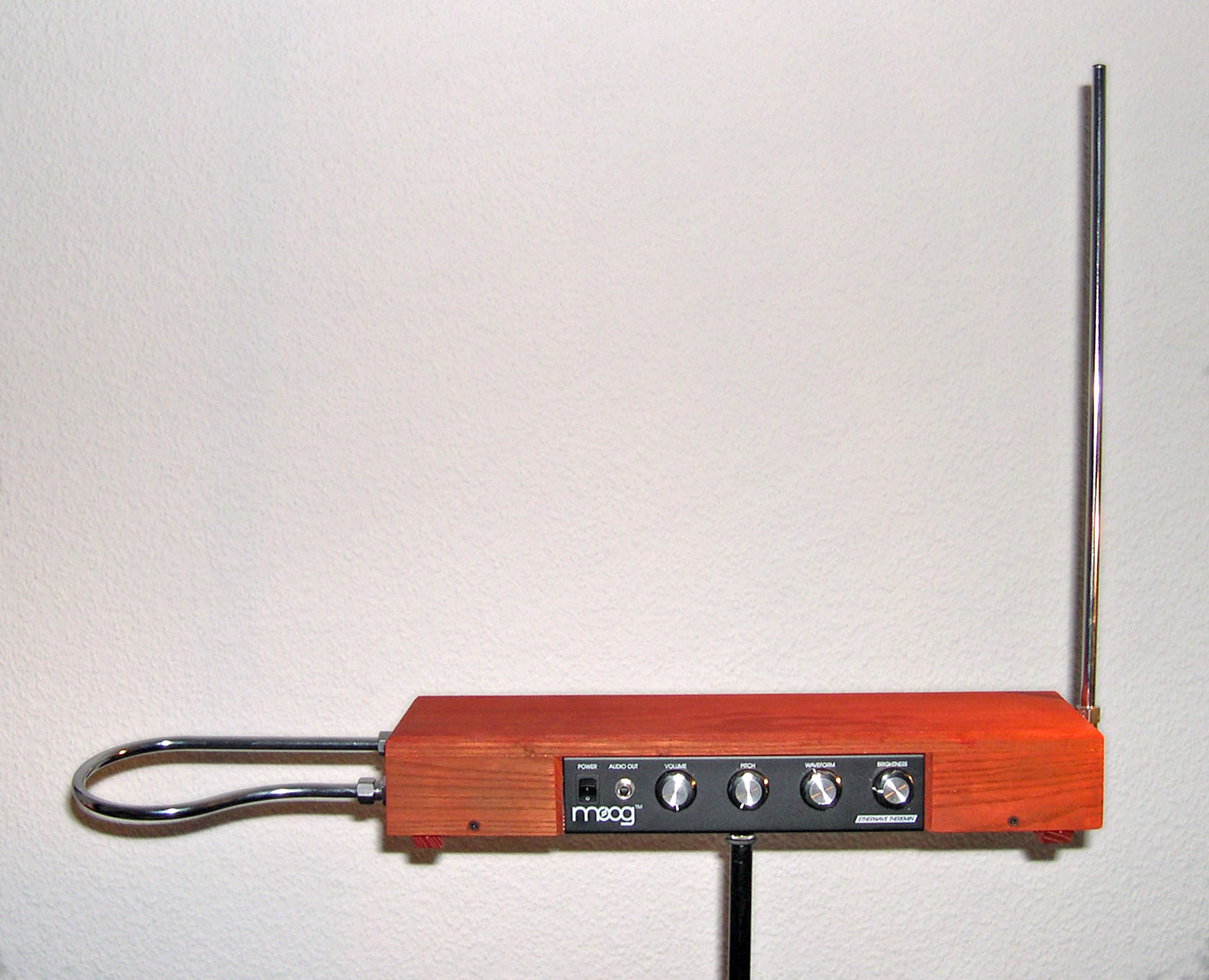
テルミン

一般に広く認知された最初の電子楽器は1917～1919年ごろにソ連の発明家レフ・テルミン教授によって発明されたテルミンである。これはアンテナ間の静電容量を手で遮ることによって調整し、その変化をヘテロダイン方式で音に変えて演奏する。テルミンが1920年に完成したこの楽器は、上司を魅了し、同年11月、ペトログラード技術工科大学機械科の学生が主催する夜会で、初めて一般聴衆の前でデモンストレーション演奏を行なった。
1921年10月5日にモスクワで行なわれた、第8回全ロシア電気技術会議において、テルミンの開発した世界初の電子楽器が公式に発表された。独創的なフォルムを持つこの楽器は、全国の電化を推進するロシア電化委員会にとって、プロパガンダ政策に利用できる価値を持つものであり、ソ連共産党機関紙『プラウダ』紙上でも、テルミンの論文と電子楽器のデモンストレーションが紹介された。レフ・テルミンはその後、アメリカへ渡った。テルミンとほぼ同時期、光学式で音と映像を同時生成するパフォーマンス用楽器「オプトフォニック・ピアノ」が未来派画家ウラジミール・ロッシーネにより開発され、これとよく似た光学式の楽器は1930年代前後にフランス、ソ連、アメリカ、ドイツ等で次々と開発された。これらは映画フィルム中に音声信号を光学的に「焼き込んだ」ものであるサウンドトラック (サウンドトラック#光学式サウンドトラックを参照)のパターンを人工的に描いて人工的な音を生成するもので電子的に合成しているわけではないが、理論的にはあらゆる音を作ることができる。映画フィルムではなくパターンを切り抜いた円板を使ったものもあった。1928年、オンド・マルトノという電子楽器がフランスのモーリス・マルトノによって発明された。これはテルミンと同様に単音で奏される楽器であったが、音程は糸（リボン）によりコントロールする。この楽器は、トーン・フィルターで正弦波を加工することで作った音を、弦、シンバル等の様々な加工を施したスピーカーから出力する。オリヴィエ・メシアンのトゥランガリーラ交響曲の中で使われ、現在でもしばしば演奏される。1930年には、フリードリッヒ・トラウトバインがテルミンやマルトノをさらに進化させたトラウトニウムを開発する。使用例として、ヒンデミットのトラウトニウムと弦楽の為の協奏曲等がある。1934年には倍音加算合成を採用したハモンド・オルガン、1937年には減算合成を採用したハモンド・ノバコードが開発される。
戦前の日本においても、これらの動向から隔絶されていたわけではなく、時として欧米のこれらの成果と同期した事例を見ることが出来る。例えば、宮城道雄の発明による八十絃に電気増幅器（アンプ）を付ける試み（1929年）や、長唄奏者の四世杵屋佐吉（本名・武藤良二）と楽器製作師の石田一治の共同製作による三味線をマイクロフォンとアンプで増幅する電子楽器「咸絃（かんげん）」の製作（1931年）、ドイツ留学経験のある日本楽器の若手技師 山下精一がテルミン等にヒントを得て開発した、各種楽器音を再現可能な鍵盤楽器「マグナオルガン」(1935年)等が挙げられる。

### 第二次大戦後：1940-50年代
第二次世界大戦後の数年間、電子音楽は進歩的な作曲家によって作曲され、従来の楽器の表現を超越する方法を実現するものとして迎えられた。
現代的な電子音楽の作曲はフランスで、1948年のレコードを用いたミュージック・コンクレートの作曲から始まった。これは町の中の音など具体音を録音し、レコードで編集するものである。したがって最初のミュージック・コンクレート作品は、フランスでピエール・シェフェールやピエール・アンリによってレコードを切断して作られた。その他アメリカでは、フランスから渡ったエドガー・ヴァレーズなどがミュージック・コンクレートなどより編集しやすいテープ音楽を製作している（デイヴィット・メイゾンとエアハルト・カルコシュカからの出典）。
一方で電気的に生成された音による電子音楽（この場合の電子音楽という言葉は狭義で、具体音を使うミュージック・コンクレートに対して、電子音のみの音楽という意味で使われる）が、ドイツのケルンにある西ドイツ放送 (WDR)の電子音楽スタジオでテープを使って生まれた。こちらの分野ではカールハインツ・シュトックハウゼンやゴットフリート・ミヒャエル・ケーニッヒ（ドイツ語版）が最初期から活躍し、シュトックハウゼンの「少年の歌」・「コンタクテ」などの傑作が生まれた。コンタクテの器楽合奏バージョンでは、早くもテープと器楽の生演奏とを組み合わせている点が注目される。）。シュトック・ハウゼンは「群の音楽」や「モメント形式」などの新しい概念を次々と考案し、「グルッペン」も作曲して、第二次世界大戦後の前衛音楽の時代において、フランスのピエール・ブーレーズ、イタリアのルイジ・ノーノらと共にミュージック・セリエルの主導的な役割を担った。
60年代後半以降は確定的な記譜法を離れ、自身の過去作品を出発点としてそれを次々と変容してゆく「プロツェッシオーン」や短波ラジオが受信した音形を変容してゆく「クルツヴェレン」などを作曲。更には、演奏の方向性がテキストの形で提示された「直観音楽」を提唱する。アロイス・コンタルスキーやヨハネス・フリッチェらの演奏家とアンサンブルを結成し、これらの音楽を演奏した。少し遅れてハンガリーから亡命したジェルジ・リゲティも参加し、初期の管弦楽曲「アパリシオン」や「アトモスフェール」、「ロンターノ」の作曲技法の大きな指針となった。イタリア国立放送RAIの電子音楽スタジオでは、ルチアーノ・ベリオ（「ジョイスへのオマージュ」「ヴィザージュ」）、ブルーノ・マデルナなどが活躍した。
当時のドナウエッシンゲン現代音楽祭ではフランス人はレコードを、ドイツ人はテープをそれぞれ持参して自作を発表した。この少し後、ポーランドのクラクフのクシシュトフ・ペンデレツキらは独自に電子音楽を研究し、「広島の犠牲者に捧げる哀歌」などを作曲する技術（トーン・クラスター）を開拓している。作曲者本人へのインタビューによると、彼の初期の優れた器楽作品群は電子音楽なしでは全く考えられなかったとのことである。ミュージック・コンクレートと、狭義の電子音楽とをまとめてテープ音楽と総称する。
日本には黛敏郎がミュージック・コンクレートと電子音楽をいち早く日本に紹介した。
1954年にNHK電子音楽スタジオが設立され、翌年には最初の電子音楽作品、黛 敏郎「素数の比系列による正弦波の音楽」「素数の比系列による変調波の音楽」「鋸歯状波と矩形波のためのインヴェンション」が作られた。1966年シュトックハウゼンが来日し作品「テレムジーク」を作るなど、世界的に見てもNHK電子音楽スタジオの功績は大きい。作曲家では諸井誠、武満徹、湯浅譲二、松平頼暁などがここで活躍した。
武満や湯浅はNHKスタジオにかかわる以前から、東京通信工業（ソニーの前身）から開発されたばかりのテープレコーダーおよびそれとスライド写真を組み合わせたオートスライドを借りてきて、その機械を使ってテープ音楽を製作していた。また彼らの属する芸術家グループ実験工房で、それらテープ音楽やオートスライドの作品発表会を行っている。これらの活動は草の根ながら、世界的に見てもテープ音楽の歴史の初期にあたり先鋭的な活動をしていたことを意味する。
コンピュータを作曲上のパラメータを決定する自動作曲に用いた最初の例としては、レジャレン・ヒラーとレオナルド・アイザックソンによる、イリノイ大学のコンピュータILLIAC I を使った「イリアック組曲」 (1957年)が挙げられる。
コンピュータを、リアルタイム動作のシーケンサないしシンセサイザとして使用する試みは、日本では1950年代末にパラメトロンコンピュータPC-1を使用して矩形波で「春の小川」を奏でたのが最初期の例であるが、世界各所で、また新しいタイプのコンピュータが現れるごとにおこなわれてきた。
コンピュータの音響合成への使用は、1957年ベル研究所のマックス・マシューズによるプログラムMUSICが始まりとされる。その後継プログラムは各地に広がり、信号処理や音響合成の研究に使用され、1967年のFM音源の原理の発見や、1970年代のデジタル・シンセサイザー開発に繋がった。

### 1960-70年代
1968年10月、ウォルター・カーロスがモーグ・シンセサイザーを駆使してバッハの作品を演奏した『スウィッチト・オン・バッハ（Switched-On Bach）』を発表。Billboard 200の10位、ビルボードのクラシカル・アルバム・チャートの1位を記録し、グラミー賞の3部門を受賞した。
1974年4月、冨田勲が同じくモーグでクロード・ドビュッシーの作品を演奏したアルバム『Snowflakes Are Dancing』を米国で発表。1975年1月18日付けのビルボード全米クラシカル・チャートで2位を記録した。日本ではジャケットを替え、『月の光』のタイトルで同年8月25日に発売された。
同年11月、西ドイツのクラフトワークがアルバム『アウトバーン』を発表。米国では1975年1月に発売され、Billboard 200で5位を記録した。
テープレコーダーが比較的安価になり一般の手にも触れるようになったため、大学や放送局などの研究機関とかかわりのない在野の作曲家たちもテープ音楽の制作に参加できるようになった。スティーヴ・ライヒは、同じ録音で同じ長さのテープループを用い、同時に再生することでわずかな回転数のずれからディレイが生まれ、2つの周期がずれていくことに注目し、「カム・アウト」「イッツ・ゴンナ・レイン」などのテープ作品を生み出した。これがやがてミニマル・ミュージックのアイデアにつながっていく。
イアニス・クセナキスは1972-1977年にかけ、パリのフランス郵政省内のCEMAMu（数理的自動音楽研究センター）で、タブレットボードに線を描いて入力した図形を電子音響処理する装置UPIC（ユーピック）を開発し、湯浅譲二、高橋悠治及び嶋津武仁といった日本の作曲家たちの創造力を大いに刺激した。
1973年にダートマス大で初期のデジタル・シンセサイザーが開発された。1970年代にはマイコンが開発され急速に一般化したが、これを利用し1970年代後半デジタル音楽ワークステーションへと発展した(シンクラビアI/II、フェアライトCMI)。これは、音楽製作に必要な 音響合成/サンプリング/演奏/シーケンスや作曲 といった一連の作業をシームレスにデジタル信号処理する最初の試みであり、後にHDレコーダや作譜ソフトも追加され、現在一般に普及しているDAWシステム(デジタル・オーディオ・ワークステーション)の原型となった。

### 1980年代
1980年代よりコンピュータを用いる音楽がそれまでの電子音楽に代わって主流となった。1976年に生まれたパリのポンピドゥー・センターの併設組織IRCAM（イルカム）は、現在でもなおヨーロッパのコンピュータ音楽の最先端の研究施設である。初代所長はピエール・ブーレーズ。生楽器演奏をマイクで拾い、大量のDSP(IRCAMカード)を積んだコンピュータ(NeXTやSGI)で音程音量の抽出や音響処理を行うソフトウェアが開発された。ブーレーズはこのソフトウェアを使った音楽作品として「レポン」、「二重の影の対話」、「シュル・アンシーズ」、「アンテーム2」などを書いている。ダルムシュタットやドナウエッシンゲンではライヴ・エレクトロニック（ドイツ語版）という分野を特別に設けている。またMIDI処理用グラフィカル言語MAXは、後に音響処理や動画処理を統合し、これは現在では世界中に普及している。
1978年に結成したイエロー・マジック・オーケストラが全盛期を迎え、高い人気と知名度から電子音楽（テクノポップ）を日本国内において普及させた。
パリにはもうひとつラジオ・フランス内にINAという組織が持つGRMというコンピュータ音楽研究施設があり、これをINA-GRM（イナグラム）と呼んでいる。こちらはジャン・クロード・リセ、リュック・フェラーリなどの作曲家を生み出した。INA-GRMは現在ではIRCAMと技術を競い合っている。
イタリアのルイジ・ノーノはこれとは別に、ドイツのフライブルクのSWR南西ドイツ放送のハインリッヒ・シュトローベル（英語版）財団の電子音楽スタジオに頻繁に通い、晩年の「アン・デア・ドナウ」などのライヴ・エレクトロニック電子音楽作品や、東京で初演された「ノ・アイ・カミノス、アイ・クエ・カミナール」等、傑作管弦楽曲の作曲の大きな助けとした。
アメリカのカリフォルニア大学、コロンビア大学、ドイツのロベルト・シューマン音楽大学やフライブルク音楽大学（メシアス・マエグアシュカ（英語版））・フランクフルト音楽大学・シュトゥットガルト音楽演劇大学（エアハルト・カルコシュカ）・ベルリン工科大学などにも優れたコンピュータ音楽の研究施設があり、和声学・対位法・楽式・12音-セリエル技法等と並ぶ音響作曲法修得としての理論科・作曲科大学院学生の卒業試験の必須科目とされている。
これらの音響研究施設では、電子的に生み出される音響の研究のほか、作曲にかかわる様々な理論をコンピュータに計算させることについても多く試みられている。現在の代表的な作曲用計算ソフトとしてOpenMusicが挙げられる。
一方、一般販売されたシンセサイザーは、FM音源(1967年発明)を採用したデジタル・FMシンセサイザーの登場によって大きく発展した。それまでデジタル音響合成の主流だった加算合成は、理論上はどんな複雑な音色も合成可能だが、複雑な音色の実現に多数の高調波成分の制御が必要なため、処理に大量の計算機資源を必要とする難点があった。また一般に市販されている二十万～百万円程度のアナログ・シンセサイザーは、1音あたりのオシレータ数がせいぜい1～3個であり、アナログFM処理も一部機種などで可能だったにせよ、音色については大きな制限を強いられていた。これに対しデジタルFMシンセサイザーは、最小構成では単音毎に2個のオシレータで豊かな倍音を生成でき、またデジタルの時分割処理でオシレータの単位コストが極めて低く、大量のオシレータを使った複雑な音色を安価に提供できた。初期の代表的な機種にヤマハのDX7があり、リチャード・タイテルバウム（英語版）、ジャック・ギヨネ（フランス語版）などが愛用した。
この低価格なFMシンセサイザーの登場はある種の革命的な出来事で、一般的な商業音楽はもとより、アマチュア音楽にとっても電子楽器、そして電子音楽の普及の起爆剤となった。従来の電子楽器は音の魅力の以前の問題としていかにせん高価で、運用・維持についても高コストなものであり、それゆえ経済的な事情が壁となって導入したくともできないミュージシャンはプロでも別段珍しくもなかったのである。洋の東西を問わず、FMシンセサイザーの登場以前から電子音楽のミュージシャンとしてのキャリアを若くして豊富に持っていた人物に、「富裕層の子弟」という出自の人物が数多く見られるのは、決して単純な偶然と言い切れるものではない。シンセサイザーやコンピューターの低価格化により、電子音楽は現代音楽や電子音楽スタジオの手を離れデスクトップミュージックとして各自が自由に製作することの出来るジャンルとなり、専門的な教育を受けずに電子音楽の業界に入る人材が増え始めた。

### 1990年代
1990年代の日本では、ディスコが「クラブ」と呼ばれるようになり、「テクノ」やハウスなどのダンス向け音楽が一般化した。
1991年、国立音楽大学に音楽デザイン学科（現・コンピュータ音楽専攻）が新設される。ヨーロッパではケルン放送協会のWDR-3がFMラジオ番組で積極的に､毎週一回・各一時間の純粋な電子音楽（テープ音楽、CD音楽、パソコンのライブ音楽、ライブ・エレクトロニックなど）だけの時間と同じく音響芸術（サウンド・デザインや環境音楽、ラジオ・ドラマなど）の二番組を設けるほどの大きな分野となってきている。電子音楽の専門番組はWDRだけにとどまらず、例えばラジオ・フランスのFrance Musiques、スウェーデンのSR-P2、オランダのConcertzenderなどでも専門枠として放送されており、またそれら以外の放送局の既存の現代音楽番組の中でも頻繁に取り上げられている。これらは現在インターネットを通じて世界中で聴取可能である。
インターネットでのMIDIの公開も盛んになるが、同時に著作権問題も生じた。

### 2000年代
インターネットをはじめとする電子メディアが日常化したことに伴い、動画サイトなどに在野のミュージシャンによって多数の音楽が投稿されるようになる。ボーカロイドにより音声合成での歌唱も一般的に普及した。
アカデミックな電子音楽では、リュク・フェラーリやローラント・カインのような黎明期の先駆者も次々と没するなか、これらの音楽も一種の「伝統」として公的な機関が助成に踏み切っている。今では母国での助成は受けなかったが、海外からの助成を受けて渡航する人物はもはや当たり前になってきている。電子音楽の国際コンペティションでは大学や研究機関で研鑽を積んだ人間の競い合いになっている。

### 2010年代
ダルムシュタット夏季現代音楽講習会では、クラーニヒシュタイン音楽賞の挑戦者は全員電子音楽の履修が必修化された。このことを受け、講習会に来る面子は様変わりしてきている。ガウデアムス音楽賞も同様で、生演奏と生楽器のみの組み合わせで応募する人物は徐々に少なくなってきている。

## 音響芸術/ラジオドラマ
現代のラジオをメディアとした電子音楽の一部門に、HörspielまたはAkustische Kunst独語がある。ドラマのようにNHKのFMのような脚本がある場合と、ドイツのFM放送のように単なるテープによる電子音楽のように話の筋が全くないものと、その中間の形、いろいろな音響の要素を混ぜた（コンクレート）形などいろいろある。さまざまな音響テクニックを駆使したラジオ芸術として、また音響作曲法（Klangkomposition）の典型的な一形態としてFMラジオで流す目的のために制作・作曲される。即興演奏とは違ってすべてテープなどに形として録音・編集されライブはほとんどない。マウリッシオ・カーゲルやジョン・ケージ（Roaratorio：1979など）の作品等が有名であるが、古典的音楽理論を特に必要としないため、美術系や音響系の人が制作する場合も頻繁にあり、カール・シュカ（ドイツ語版）のような専門の作曲家・製作者も欧米には存在する。この分野の有名な賞に毎年ドナウエッシンゲン現代音楽祭で授与されるカール・シュカ賞（ドイツ語版）がある。別名「ラジオ芸術」（Radiokunst独語）とも言う。

## 電子音楽の関連ジャンル
| - 実験音楽 - 前衛音楽 - アヴァンギャルド・ロック - ニューエイジ・ミュージック - プログレッシヴ・ロック - クラウト・ロック - 環境音楽（アンビエント） - ダーク・アンビエント - ドローン・ミュージック - ブレイクビーツ - ビッグ・ビート - EDM - チルアウト - トリップ・ホップ - ジャングル - ダークコア - ドラムンベース - ドリルンベース - ドラムステップ - ジャンプアップ - ダブ/ダンスホール - ダンスホール・レゲエ - ダブ・ポエトリー - ラガマフィン - レゲトン - エレクトロ - エレクトロ・スウィング - フリースタイル - ミュジーク・コンクレート - コールド・ウェイヴ - クランク・コア - ダンス・パンク - エレクトロクラッシュ - ニューゲイザー - ポストパンク - スペース・ロック - シンセポップ - エレクトロニカ - エスノ - アラブ演歌 - バングラ - K-POP - ワールド・ミュージック - ハードコア・テクノ - ガバ - ブレイクコア - フレンチコア - ダークコア - ハッピーハードコア - マキナ - スピードコア - UKハードコア - ハードスタイル - ヒップホップ - オルタナティブ・ヒップホップ - Gファンク - ギャングスタ・ラップ - ハードコア・ラップ - ヒップ・ハウス - R&B - グラウンド・ビート - ニュージャックスウィング - トラップ - ドリル | - トリップ・ホップ - ハウス - アシッド・ハウス - アフロ・ハウス - アンビエント・ハウス - イタロ・ハウス - ウィッチハウス - エレクトロ・ハウス - コンプレクストロ - フィジェット・ハウス - ダッチ・ハウス - ガラージュ - ゲットー・ハウス - シカゴ・ハウス - ディープ・ハウス - テック・ハウス - トロピカル・ハウス - ジャズハウス - ハード・ハウス - ヒップ・ハウス - ファンキー・ハウス - フレンチ・ハウス - プログレッシブ・ハウス - ラテン・ハウス - エレクトロ・スウィング - インダストリアル - アグロテック - エレクトロ・インダストリアル - ダーク・エレクトロ - エレクトロニック・ボディ・ミュージック - フューチャーポップ - ノイエ・ドイチェ・ヘァテ - IDM - ドリルンベース - グリッチ - ポスト・ディスコ - エレクトロ・ポップ - チルウェイヴ - ヴェイパーウェイヴ - シンセウェイヴ - ダンス・ポップ - テクノ - デトロイト・テクノ - ハードテック - テクノブレガ - トランス - ゴアトランス - サイケデリックトランス - フルオン - フォレスト - ダークサイケデリックトランス - プログレッシブトランス - テックトランス - UKガラージ - 2ステップ・ガラージ - グライム - ダブステップ - ブロステップ - ジューク - マイアミ・ベース - ディスコ - ユーロ・ディスコ - フューチャー・ベース |

## 特に重要な作曲家・演奏者

### 海外のアーティスト
- カールハインツ・シュトックハウゼン
- ピエール・シェフェール
- ピエール・アンリ
- ジョン・ケージ
- ヤニス・クセナキス
- リュック・フェラーリ
- ルイジ・ノーノ
- ゴットフリート・ミヒャエル・ケーニヒ
- キース・エマーソン
- ジャン・ミッシェル・ジャール
- ブライアン・イーノ
- ヴァンゲリス
- クラフトワーク
- タンジェリン・ドリーム

### 日本のアーティスト
- 山本勇
- 大野松雄
- 芥川也寸志
- 武満徹
- 湯浅譲二
- 吉松隆
- 一柳慧
- 坂本龍一
- 細野晴臣
- イエロー・マジック・オーケストラ
- 冨田勲
- 喜多郎
- 池田亮司
- 平沢進
- 山根星子
- 古川聖
- 今井慎太郎
- 赤金諒亮

## 主な電子音楽祭
- ICMC (International Computer Music Conference)
- NIME (New Interfaces for Musical Expression)
- SMC (Sound and Music Computing Conference)
- Bourges International Electroacoustic Music Festival
- transmediale
- Santa Fe International Festival of Electroacoustic Music
- アルス・エレクトロニカ
- ISEA Festival (Inter-Society for the Electronic Arts.)
- International Electroacoustic Music Festival Ai-maako

## 関連文献
- Bogdanov, Vladimir (2001), Chris Woodstra; Stephen Thomas Erlewine; John Bush, eds., The All Music Guide to Electronica: The Definitive Guide to Electronic Music, AMG Allmusic Series, San Francisco: Backbeat Books, ISBN 0-87930-628-9
- Cummins, James (2008), Ambrosia: About a Culture—An Investigation of Electronica Music and Party Culture, Toronto, ON: Clark-Nova Books, ISBN 978-0-9784892-1-2
- Dorschel, Andreas, Gerhard Eckel, and Deniz Peters (eds.) (2012). Bodily Expression in Electronic Music: Perspectives on Reclaiming Performativity. Routledge Research in Music 2. London and New York: Routledge. ISBN 978-0-415-89080-9.
- Heifetz, Robin J., ed. (1989), On The Wires of Our Nerves: The Art of Electroacoustic Music, Cranbury, NJ: Associated University Presses, ISBN 0-8387-5155-5
- Kahn, Douglas (1999), Noise, Water, Meat: A History of Sound in the Arts, Cambridge, MA: MIT Press, ISBN 0-262-11243-4, New edition 2001,
- Kettlewell, Ben (2001), Electronic Music Pioneers, [N.p.]: Course Technology, Inc., ISBN 1-931140-17-0
- Licata, Thomas, ed. (2002), Electroacoustic Music: Analytical Perspectives, Westport, CT: Greenwood Press, ISBN 0-313-31420-9
- Macan, Edward L (1997), Rocking the Classics: English Progressive Rock and the Counterculture, Oxford and New York: Oxford University Press, ISBN 0-19-509887-0.
- Manning, Peter (2004), Electronic and Computer Music (Revised and expanded ed.), Oxford and New York: Oxford University Press, ISBN 0-19-514484-8, (cloth) (pbk)
- Prendergast, Mark (2001), The Ambient Century: From Mahler to Trance: The Evolution of Sound in the Electronic Age, Forward [sic] by Brian Eno., New York: Bloomsbury, ISBN 9780747542131, (hardcover eds.) ISBN 1-58234-323-3 (paper).
- Reynolds, Simon (1998), Energy Flash: A Journey Through Rave Music and Dance Culture, London: Pan Macmillan, ISBN 0-330-35056-0 (US title, Generation Ecstasy: Into the World of Techno and Rave Culture, Boston: Little, Brown, 1998 ISBN 0-316-74111-6; New York: Routledge, 1999 ISBN 0-415-92373-5)
- Schaefer, John (1987), New Sounds: A Listener's Guide to New Music, New York: Harper Collins, ISBN 0-06-097081-2
- Shanken, Edward A. (2009), Art and Electronic Media, London: Phaidon, ISBN 978-0-7148-4782-5
- Shapiro, Peter, ed. (2000), Modulations: a History of Electronic Music: Throbbing Words on Sound, New York: Caipirinha Productions, ISBN 1-891024-06-X
- Sicko, Dan (1999), Techno Rebels: The Renegades of Electronic Funk, New York: Billboard Books, ISBN 0-8230-8428-0
- Strange, Allen (1983), Electronic Music: Systems, Technics, and Controls, second ed. Dubuque, Iowa: W.C. Brown Co. ISBN 978-0-697-03602-5.
- Wells, Thomas (1981), The Technique of Electronic Music, New York: Schirmer Books; London: Collier Macmillan, ISBN 978-0-02-872830-8